# مانویر سینگ
مانویر سینگ (انگلیسی: Manvir Singh؛ زادهٔ ۶ نوامبر ۱۹۹۵) بازیکن فوتبال اهل هند است.
از باشگاه‌هایی که در آن بازی کرده‌است می‌توان به باشگاه فوتبال گوآ اشاره کرد.
وی همچنین در تیم‌های ملی فوتبال زیر ۲۳ سال هند و هند بازی کرده‌است.